# Lac Liangzi
Le Lac Liangzi (en chinois 梁子湖), à l'origine le lac Fan (樊湖), est un lac d'eau douce situé au sud-est de la province du Hubei. Il est divisé entre le bureau du site pittoresque de Liangzihu du district de Jiangxia (Wuhan) et le district de Liangzihu de la ville d'Ezhou (les deux zones portent le nom du lac). Cette zone rurale au sud de Wuhan est située sur la rive sud du cours moyen du fleuve Yangtze. Le lac mesure 370 km 2, avec une zone de drainage du bassin versant de 3265 km 2, une altitude de 20 m, une longueur de 31,7 km et une largeur moyenne de 9,6 km (maximum 12,3 km).

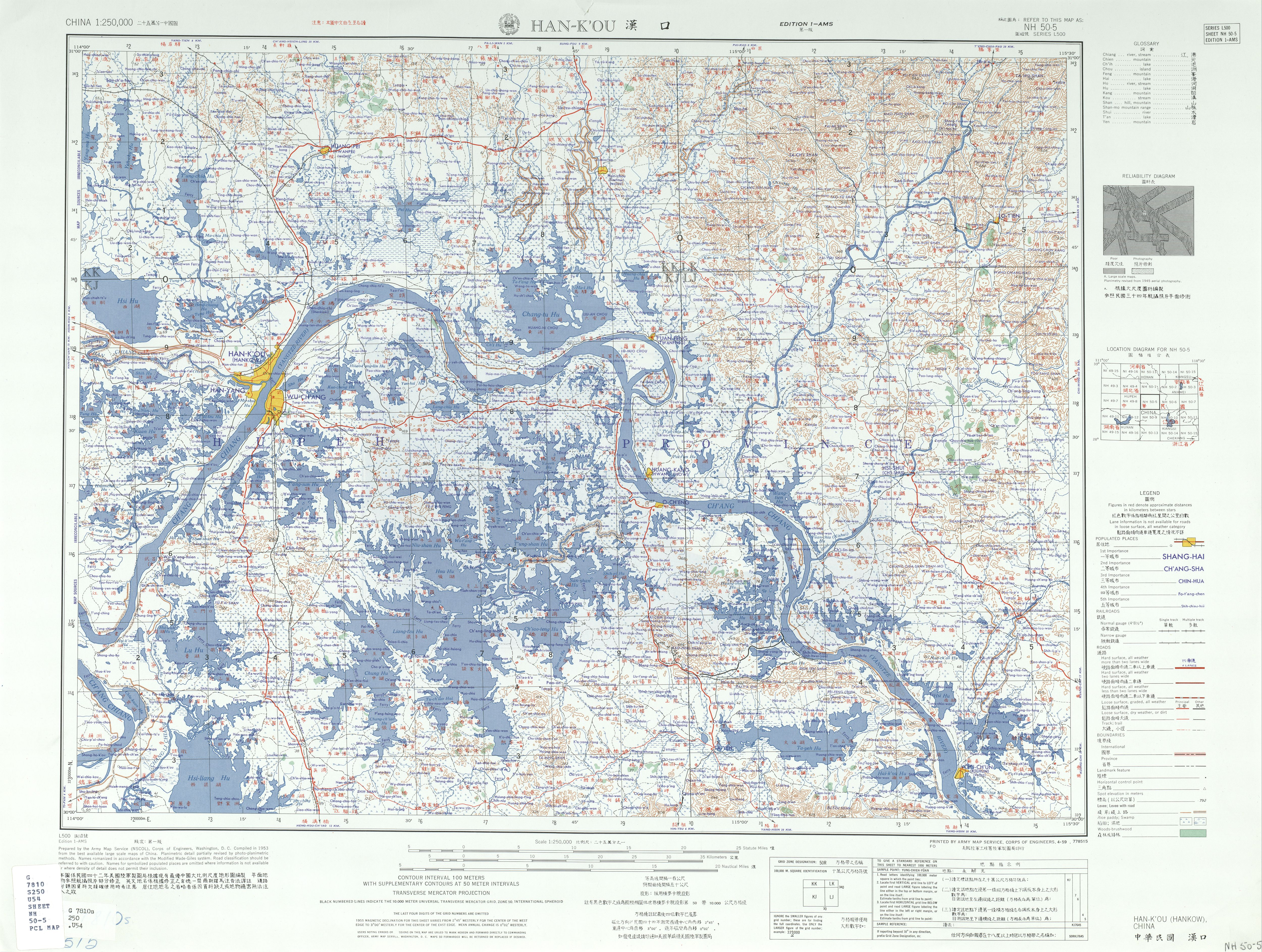
Carte incluant le lac Liangzi (étiqueté Liang-tzu Hu 梁子湖) (1953)

Le 1er janvier 2018, Ezhou a officiellement mis en œuvre une nouvelle loi intitulée " Plan de mise en œuvre des travaux d'interdiction absolue de la pêche" 《梁子湖区水生生物保护区全面禁捕工作实施方案》. 
L'analyse des échantillons de carottes extraits du fond du lac permet aux scientifiques de mesurer la présence de métaux tels que le cuivre, le plomb, le nickel et le zinc dans l'environnement au cours des derniers milliers d'années ; ils apportent la preuve de l'existence d'une exploitation minière et d'une fonderie de métaux dans la région dès 1500 avant J.-C., à l'époque de l'État de Chu. Les régions de Huangshi et Daye, à l'est du lac, continuent d'être des centre minier et métallurgique à ce jour.
Un partenariat « Sister Lakes » a été établi entre le lac Liangzi et le lac Pepin dans le Minnesota.